# Erigonops
Erigonops is een geslacht van spinnen uit de familie hangmatspinnen (Linyphiidae).

## Soort
De volgende soort is bij het geslacht ingedeeld:
- Erigonops littoralis (Hewitt, 1915)